# Fænotype
Fænotypen (fremtoningspræget) er summen af de egenskaber hos et individ, der kan iagttages ved fotografering, måling og vejning m.m. Det er modsat genotypen (anlægspræget eller arvelighedspræget), som er den information, som ligger i generne.
Fænotypen fremkommer som resultatet af et komplekst sammenspil mellem genetiske anlæg og miljømæssige faktorer. Den andel af den samlede fænotypiske variation, som forklares ved gener, betegnes arveligheden.
Til illustration kan nævnes, at japanerne gennem hele historien havde haft en fænotype, der viste meget lav vækst og fin knoglebygning. Da de fik bedre levevilkår efter den 2. verdenskrig, viste det sig, at deres genotype i virkeligheden var forberedt på noget helt andet: I løbet af én generation steg den gennemsnitlige legemshøjde med mere end 20 cm for både mænd og kvinder. Altså: fænotypen ændrede sig, da miljøforholdene blev forbedret.
Dette er også kendt fra Danmark, et godt eksempel er den Fynske Landsby hvor man ved besøg kan se hvor små mennesker har været dengang (sengestørrelse, lofthøjde i huse m.m.).
- Fænotyper hos Skov-Fyr
- Kystnær fænotype af Skov-Fyr under påvirkning af saltholdige vinde
- Fænotype i skovbiotop
- Fænotype ved vækst i fuld sol og under beskyttede forhold

| Biologi | Spire Denne artikel om biologi er en spire som bør udbygges. Du er velkommen til at hjælpe Wikipedia ved at udvide den. |